# قمار

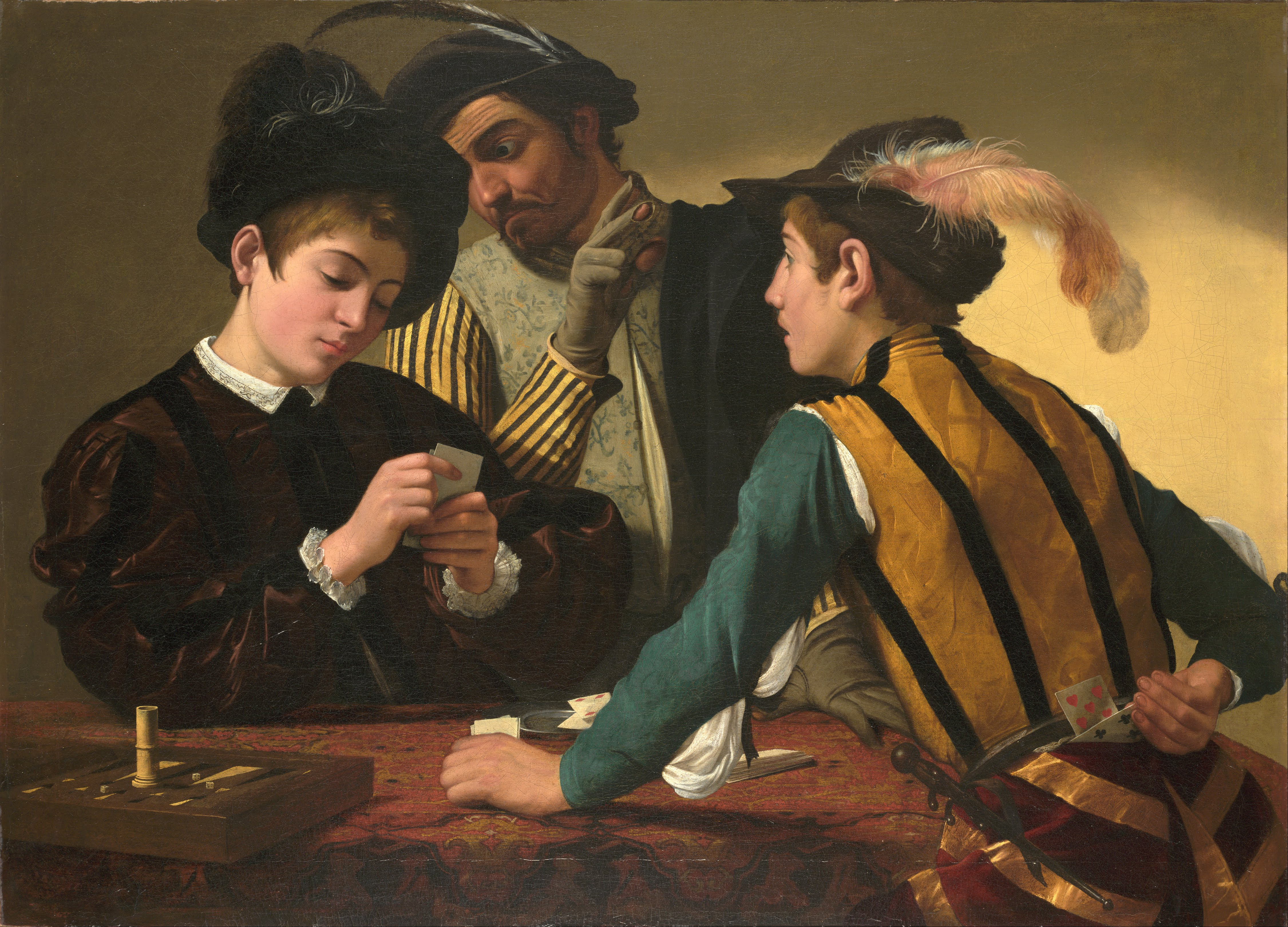
لوحة لكارافاجيو تُظهر صبيًا يرتدي ملابساً باهظة الثمن يلعب بورقة مع صبي آخر مستعد للغش.

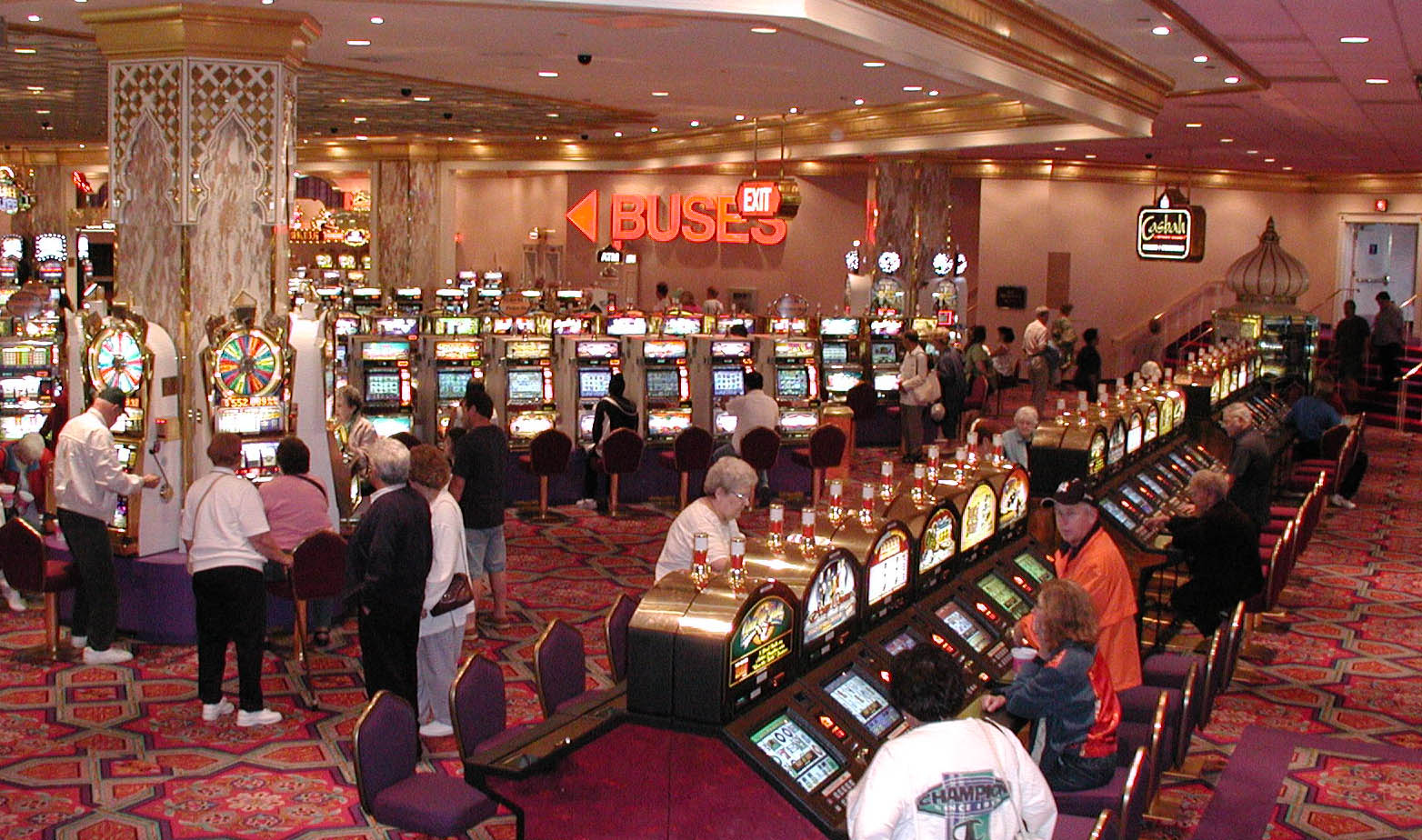
إحدى كازينوهات القمار

القِمَارُ أو المَيْسِرُ هو كلُّ لَعِبٍ بين متنافسين على مال يجمع منهم ويوزع على الفائز منهم ويحرم الخاسر. ويوجد الكثير من أشكال القمار من أشهرها ألعاب اليانصيب اللوتري والقمار الإلكتروني، وبعض مسابقات التلفاز التي تطالب بالاتصال على رقم هاتف.

## صور وانواع القمار

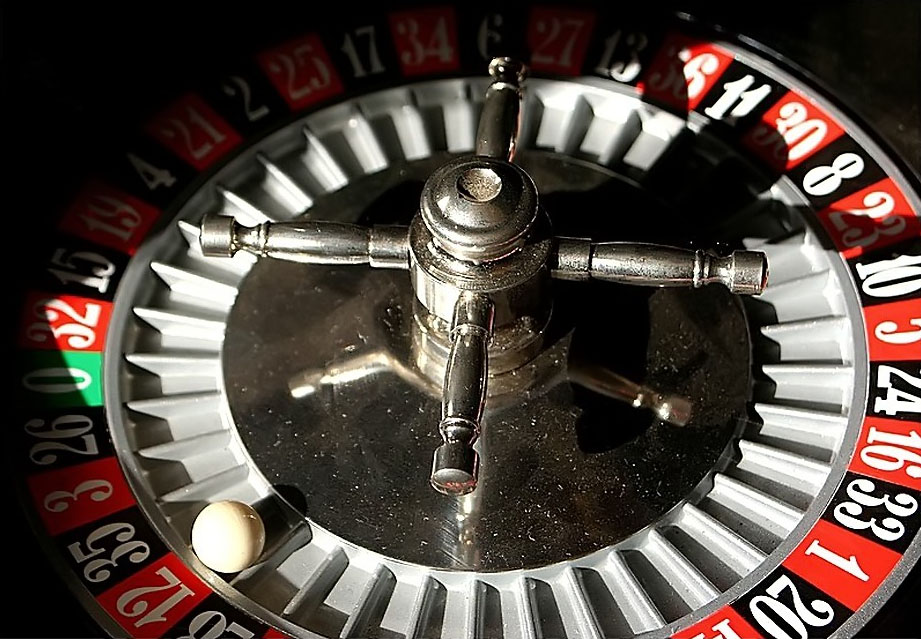
عجلة الروليت

- لعب الورق «الشدة» والنرد «طاولة الزهر» على شرط، ويقصد بالشرط اشتراط اللاعبين أن يدفع الخاسر للفائز مبلغاً من المال كُلفة اللعب وما يتصل به من نفقات وثمن ما يطلب من طلبات ومن طعام وشراب. [بحاجة لمصدر]
- اليانصيب: وهي أوراق متسلسلة من الأرقام تباع بأسعار زهيدة بحيث يحق لكل ورقة أن تشارك في عملية السحب لاختيار الأوراق الفائزة.
- المراهنة: التي تجري بين طرفين بحيث يدفع أحدهما للآخر مبلغاً من المال أو أي شيء آخر إن فاز فريق معين على فريق آخر سواء أكان ذلك في المباريات الرياضية أم في سباق السيارات أم في غيرها.[1]
- مسابقات التلفاز : بعض المسابقات التلفازية والتي تطالب اللاعب بالاتصال على رقم هاتف ----0900 مثلا  وتكون تكلفة الاتصال هنا هي المبلغ الذي يقامر به الشخص وحيث انه لا يوجد مصدر تمويل للجائزة إلا من الربح الناتج من الاتصالات فتتحقق شروط الميسر هنا.
- ألعاب المائدة: في الكازينوهات، يستخدم مصطلح ألعاب المائدة لوصف ألعاب مثل البلاك جاك، الروليت، وبوكر والتي تلعب على المائدة وتدار بواسطة شخص أو أكثر كمدير اللعبة أو الموزع في لعبة البوكر، في حين أن ماكينة الحظ أو السلوت (آلة بها ذراع يتم تحريكه فتقوم بتحريك ثلاث بكرات بها اشكال مختلفة إذا تطابق أحد الاشكال فيتحقق الفوز) لا تستلزم سوى اللاعب فقط.

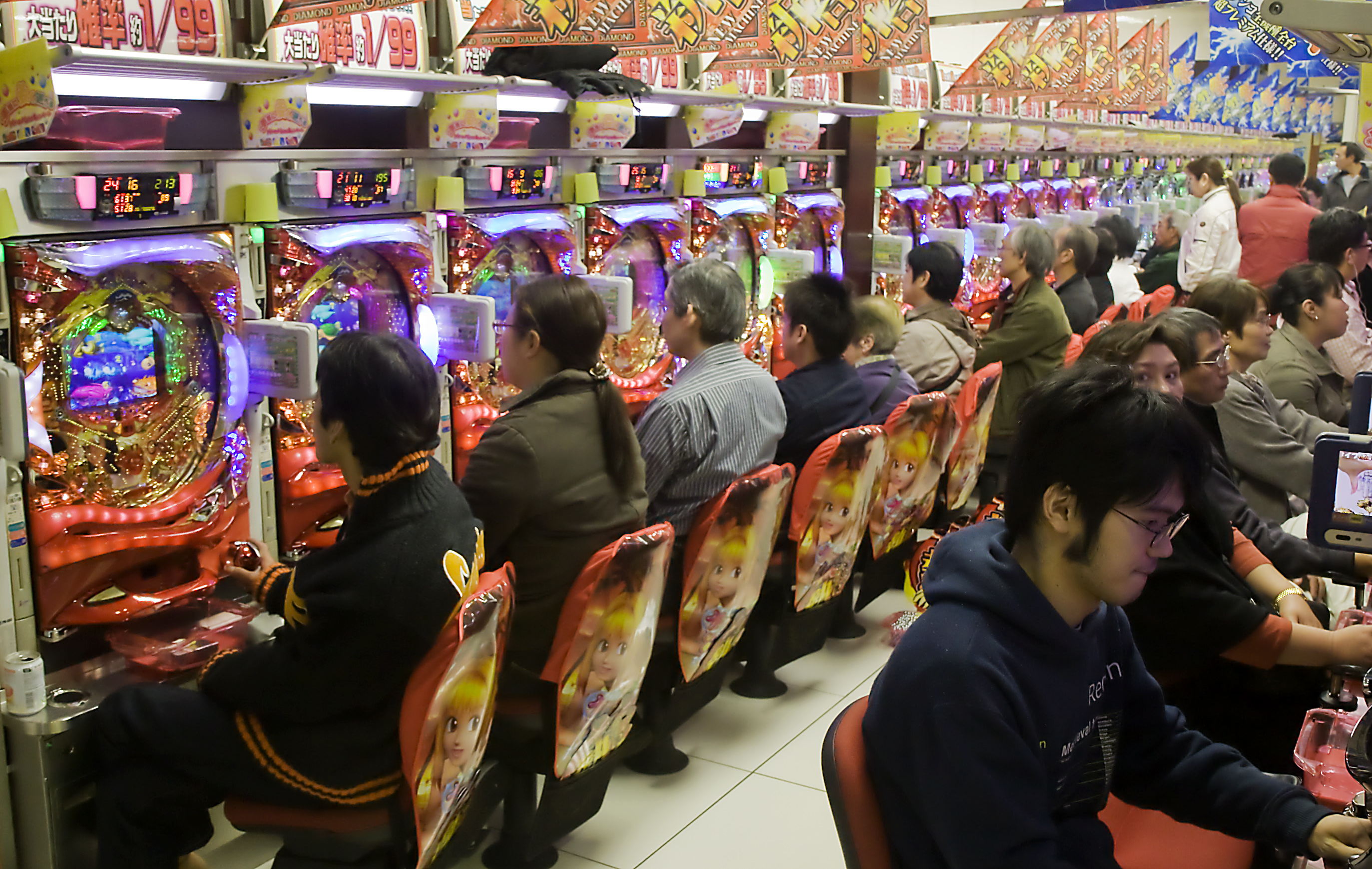
لعبة باتشينكو في اليابان.

- الألعاب الإلكترونية: وتشمل أي نوع من أنواع القمار طالما تحققت فيه شروطه.

## القمار والإدمان
يرى البعض أن: «للقمار أضرار اقتصادية مدمرة على المجتمع، إذ ينشأ عنه طبقة عاطلة تسعى لكسب المال من الناس بطرق سهلة مثل القمار ومن أضراره أيضا نشر العداوة والبغضاء بين المتنافسين», وفي دراسة علمية نشرت في مجلة نيتر نوروساينس الألمانية بينت وجود تشابه بين النشاط الذهني لدى الأشخاص المفرطين في لعب القمار ومدمني المخدرات، حيث أن مناطق الدماغ التي تنشط عند إحساس المرء بالمتعة عند تحقيقه غاية ما، مقللة نشاطه، لا تقوم بدورها بنفس الفعالية عند متناولي المخدرات والمقامرين على حد سواء
وتعتبر رواية المقامر لدوستويفيسكي من أشهر الروايات التي صورت نفسية المقامر ورغبته في تحقيق الثراء السريع وكيف يمكن أن يؤثر القمار عليه.

## القمار في الأديان

### قول الإسلام بالقمار
محرم في الإسلام بكل أنواعه لقول الله تعالى في القرآن الكريم ﴿يَا أَيُّهَا الَّذِينَ آمَنُوا إِنَّمَا الْخَمْرُ وَالْمَيْسِرُ وَالْأَنْصَابُ وَالْأَزْلَامُ رِجْسٌ مِنْ عَمَلِ الشَّيْطَانِ فَاجْتَنِبُوهُ لَعَلَّكُمْ تُفْلِحُونَ ۝٩٠ إِنَّمَا يُرِيدُ الشَّيْطَانُ أَنْ يُوقِعَ بَيْنَكُمُ الْعَدَاوَةَ وَالْبَغْضَاءَ فِي الْخَمْرِ وَالْمَيْسِرِ وَيَصُدَّكُمْ عَنْ ذِكْرِ اللَّهِ وَعَنِ الصَّلَاةِ فَهَلْ أَنْتُمْ مُنْتَهُونَ ۝٩١﴾ [المائدة:90–91]. وعن بريدة- رضي اللّه عنه- قال: قال رسول اللّه صلى اللّه عليه وسلّم: «من لعب بالنّردشير فكأنّما صبغ يده في لحم خنزير ودمه»(مسلم 2260). 
قال فرج حسن البوسيفي قال الله تعالى: يا أَيُّهَا الَّذِينَ آمَنُوا إِنَّمَا الْخَمْرُ وَالْمَيْسِرُ وَالْأَنْصابُ وَالْأَزْلامُ رِجْسٌ مِنْ عَمَلِ الشَّيْطانِ فَاجْتَنِبُوهُ لَعَلَّكُمْ تُفْلِحُونَ إِنَّما يُرِيدُ الشَّيْطانُ أَنْ يُوقِعَ بَيْنَكُمُ الْعَداوَةَ وَالْبَغْضاءَ فِي الْخَمْرِ وَالْمَيْسِرِ وَيَصُدَّكُمْ عَنْ ذِكْرِ اللَّهِ وَعَنِ الصَّلاةِ فَهَلْ أَنْتُمْ مُنْتَهُونَ (المائدة: 90- 91) 
وقال تعالى: وَلا تَأْكُلُوا أَمْوالَكُمْ بَيْنَكُمْ بِالْباطِلِ (البقرة: 188)
وعن عبد اللّه بن مسعود- رضي اللّه عنه- عن النّبيّ صلى اللّه عليه وسلّم قال: «الخيل ثلاثة: ففرس للرّحمن، وفرس للإنسان، وفرس للشّيطان، فأمّا فرس الرّحمن، فالّذي يرتبط في سبيل اللّه عزّ وجلّ فعلفه وبوله وروثه وذكر ما شاء اللّه، وأمّا فرس الشّيطان فالّذي يقامر عليه ويراهن، وأمّا فرس الإنسان فالفرس يرتبطها الإنسان يلتمس بطنها، فهي ستر من فقر» (أحمد 1/ 395 ورجاله ثقات).
وقال صلى اللّه عليه وسلّم: «الخيل ثلاثة: فرس يرتبطه الرّجل في سبيل اللّه- عزّ وجلّ- قيمته أجر، وركوبه أجر، وعاريته أجر، وفرس يغالق عليه الرّجل ويراهن؛ قيمته وزر، وركوبه وزر، وعاريته وزر، وعلفه وزر، وفرس للبطنة فعسى أن تكون سدادا من الفقر إن شاء اللّه» (أحمد 1 / 395 ورجاله رجال الصحيح).
قال أبو موسى- رضي اللّه عنه-: من لعب بالكعاب فقد عصى اللّه ورسوله. (الحاكم في مستدركه 1: 50 وصححه ووافقه الذهبي)
قال ابن مسعود: «إيّاكم وهاتان الكعبتان الموسومتان اللّتان تزجران زجرا؛ فإنّها ميسر العجم» (مسند أحمد 1: 446)،(الهيثمي في مجمع الزوائد 8: 113 وقال:رواه أحمد والطبراني ورجال الطبراني رجال الصحيح)، وهذا التخريج في كونه مرفوعا، وفي صحته خلاف، ولهذا صدرته بأنه من قول ابن مسعود، والموقوف صححه الدارقطني والبيهقي.
قال مجاهد- رحمه اللّه-: كلّ شيء فيه قمار فهو من الميسر، حتّى لعب الصّبيان بالجوز. واعلم أن ما سبق ذكره ساقه العلماء في تحريم الميسر الذي هو كلّ لعب يشترط فيه الغالب من المتغالبين أخذ شيء من الملعوب معه، ووجه حرمته لما يؤدّي إلى المخاطرة بفقد المال نتيجة لذلك اللّعب، وهو من أكل أموال النّاس بالباطل.

### قول اليهودية بالقمار
محرم في الديانة اليهودية، وقد حدث تحايل من إسرائيل على تحريمه، فقد رخصت حكومة شارون في أول سابقة من نوعها في العالم للعب القمار داخل الطائرات المحلقة خارج المجال الجوي الإسرائيلي.[بحاجة لمصدر]

### قول المسيحية بالقمار
القمار محرم في المسيحية،
يقول الكتاب المقدس عن هذا:
يقول، “ غٍنى البُطل يقلُّ، والجامع بيديه يزداد” (أمثال 11:13).
يقول، “ ذو العين الشريرة يعجل إلى الغنى. ولا يعلم ان الفقر يأتيه” (أمثال 22:28).
ويقول أيضا، “ حجلة تحتضن ما لم تبضه محصِّلُ الغنى بغير حق. في نصف أيامه يتركه وفي آخرته يكون أحمق” (إرميا 11:17).
لا تقول الوصايا العشر بوضوح، “ لا تقامر،” لكن الوصايا تقول “ لا تشتهي” (خروج 17:20), فما القمار سوى شكل من أشكال الشهوة.
للقمار معنى إضافيا للمؤمنين عندما يتذكرون أن الجنود الرومان ألقوا القرعة على رداء المخلص عند الصليب.
تذكر الفقر والحزن الذي يجلبه المقامر المزمن على عائلته، الجرائم التي اقترفت لاستعادة الخسارة، والشر الملازم عادة للقمار فتعرف أنه لا مكان للقمار في الحياة المسيحية.
بعد أن ذكّر تيموثاوس أن يقنع بالمأكل والملبس، حذره بولس قائلا، “ وأما الذين يريدون أن يكونوا أغنياء فيسقطون في تجربة وفخ وشهوات كثيرة غبية ومضرة تُغرق الناس في العطب والهلاك” (1 تيموثاوس 9:6).

## القانونية
تحظر العديد من دول العالم لعب القمار بمختلف أشكاله ويرجع ذلك لأسباب أخلاقية أو دينية أو اجتماعية أو حتى اقتصادية، ومن هذه الدول على سبيل المثال:
- قرغيزستان[5]
- اليابان[6] (فيما عدا المراهنات على سباقات الخيل وبعض أنواع سباقات السيارات)
- روسيا[7]
- المملكة العربية السعودية

كما أن دولاً متعددة تعاقب على لعب القمار بكافة أشكاله وهنالك بعض الدول تعاقب بشدة مرتادي ومستخدمي القمار كالمملكة العربية السعودية التي تعتبر القمار مخالفاً وتعاقب عليه بالسجن والتعزير وذلك وفقاً لأحكام الشريعة الإسلامية.

## تأثيرات
يمكن للقمار أن يسبب حالة مرضية تسمى إدمان القمار، وخاصة عند من يمارسون القِمار في مرحلة المراهقة ووجدت الدراسات علاقة قوية بين:
1. كون الأبوين ممارسين للقمار وتأثر الأبناء بهم وإصابتهم بالمقامرة المرضية
2. بين المناطق الفقيرة التي يتعاطى أبناءها المخدرات، والإصابة بهذا المرض النفسي إن صح التعبير

فهناك دراسة تؤكد أن ممارسي القمار عادة ما تكون حياتهم سلبية أو يعانون من الإحباط 

### تأثيره على كيمياء المخ والتأثير النفسي على الشخص
وجدت الأبحاث أن التأثير نتيجة لعدم الانتظام في افراز الدوبامين في دماغ الشخص المقامر لأنه يعرض أمواله للمخاطرة فتتأثر كيمياء مخه فيؤثر ذلك على نفسيته تأثيراً كبيراً، وكما هو معلوم فإن الدوبامين (Dopamine) مادة كيميائية تؤثر على الكثير من الأحاسيس والسلوكيات بما في ذلك الانتباه، والتوجيه وتحريك الجسم، ويؤدي الدوبامين دوراً رئيسياً في الإحساس بالمتعة والسعادة والإدمان كما أكدت الابحاث أن المقامرة تؤثر على وعي المقامر والتأثير النفسي عليه نتيجة الفوز أو الخسارة قد يشمل الإحباط وتقلب المزاج وتغير الشخصية لأنه يخاطر بشيء عزيز عليه وهو المال وقد يخسره بكل سهولة
الدراسات قارنت بين نسب الأمراض النفسية بين المقامرين وغير المقامرين ووجدوا أنها مرتفعة في المقامرين بنسب كبيرة مثل الإحباط والهلع الشديد وانفصام الشخصية وغيرها

### تأثيره على المجتمع
1. تاثيرات مادية كالإفلاس وتراكم الديون نتيجة الهزيمة التي قد يتعرض لها أي مقامر وبالتالي الفقر.
2. زيادة الجرائم لإيجاد مصدر مالي لمقامرته.
3. تضييع أوقات العمل.
4. تفكك الأسر وزيادة معدلات الطلاق.[12]